# Walter Cunningham
Ronnie Walter „Walt“ Cunningham (* 16. März 1932 in Creston, Iowa, USA; † 3. Januar 2023 in Houston, Texas) war ein US-amerikanischer Astronaut. Mit Apollo 7 nahm er 1968 am ersten bemannten Raumflug im Rahmen des Apollo-Programms teil.
Cunningham besuchte die Highschool in Venice (Kalifornien). Er trat 1951 in die US-Marine ein und begann 1952 sein Flugtraining. Er diente von 1953 bis 1956 im aktiven Dienst als Kampfpilot des US Marine Corps, wobei er 54 Einsätze als Nachtjagdpilot in Korea flog. Er absolvierte mehr als 4500 Flugstunden, davon mehr als 3400 Stunden in Strahlflugzeugen. Von 1956 bis 1975 diente er in der Reserve des United States Marine Corps und wurde schließlich im Rang eines Obersts pensioniert.
Er studierte Physik und bekam dafür 1960 seinen Bachelor und 1961 den Master. 
1963 ging Cunningham mit der dritten Gruppe von Astronauten zur NASA. Am 11. Oktober 1968 startete er als 2. Pilot mit Apollo 7 zum ersten bemannten Apollo-Flug auf der Spitze einer Saturn-1B-Rakete in eine Erdumlaufbahn. Zusammen mit Walter Schirra und Donn Eisele testete er das Apollo-Raumschiff unter Weltraumbedingungen. Am 22. Oktober erfolgte die sichere Landung im Atlantik. Von 1968 bis 1971 war er Leiter der Skylab-Abteilung des Astronautenbüros. Er war an der Entwicklung der Raumstation Skylab und der Konzipierung von dort durchzuführenden Experimenten beteiligt.
Nach seinem Ausscheiden aus der NASA war Cunningham leitend in verschiedenen Wirtschaftsunternehmen tätig.
Cunningham war zweimal verheiratet, aus seiner ersten Ehe hatte er zwei Kinder. Er galt als Sportenthusiast und zeigte besonderes Interesse an Tennis.

## Besonderheiten und Rekorde
- Jungfernflieger des Apollo-Programms